# 川島絢子
川島 絢子（かわしま あやこ、1991年3月23日 - ）は、日本の元タレント、モデルである。

## 人物　家族
- 趣味 － 人間観察、食べ歩き、1人旅行、ズンバ、ボクササイズ
- 特技 － お菓子つくり、走ること、早歩き、料理
- 語学 － 英語、中国語、ドイツ語
- 好きな食べ物 － アボカド
- 家族 － 姉と弟がいる。

- 日本大学文理学部社会学科 卒業。
- 女優の三田村春奈は高校時の同級生。

## 出演

### テレビ番組
- キャンパスナイトフジ（2010年1月 - 3月、フジテレビ） - キャンパスナイターズ
- 全力坂（2010年6月16、24日、7月6日、テレビ朝日）
- ヒロシ釣り紀行#28（2010年8月4日、テレ朝チャンネル）
- コスメパラダイス（BS11）
- ラブリーグルメ（MVテレビほか）
- ランチボックス（2011年5月、6月、9月 - 2012年1月、NHKワンセグ2） - レポーター

### WEB番組
- No SunMusic, No Life（2010年9月 - 2012年3月、DMMライブトーク) - MP
- 【天下一】芸人ニコ電バトル（2011年2月、ニコニコ生放送） - MC
- SUNSTAR TONIC スッキリ！JAPAN (2011年6月14日、7月17日、Ustream Live) - サポーター
- 「ガキ使」を見ながら年越し！〜絶対に笑ってはいけないし、笑わせなきゃいけない〜＜テレビ実況生放送＞（2011年12月31日－2012年1月1日、ニコニコ生放送）
- WOWOWぷらすと[Ustream Live]

### ラジオ番組
- DJ Tomoaki's Radio Show!（下北FM、2010年7月1日※20時台ゲスト）
- 橘和海也のなんでもカウンセリングR（ラジオ関西、2011年12月29日、2012年1月5日）

### その他
- 5iVESTAR WINTER TOUR 2009（2009年12月28日、STUDIO COAST） - ショーモデル

### 舞台
- TEAM JAPAN SPEC.『終わらない修学旅行』（2010年10月6日 - 11日、シアターグリーン BOX in BOX THEATER) - TEAM TRAIN
- Infinite（インフィニット）『渚のはなし』(2011年8月16日 - 22日、中野ザ・ポケット)

## 作品

### 写真集
- キャンパスナイトフジ しこたま卒業アルバム（2010年3月19日、講談社） ISBN 978-4-06-379441-0

### CD
- エロくないのにエロく聴こえる歌 〜しこたまがんばれ!〜（2010年、ポニーキャニオン） - キャンパスナイターズ
- FOREVER FRIENDS〜心に太陽を！〜（2011年、SOUND MISSION） - Voice of Sun Music － Sun Music Charity Supporter －